# La Quotidiana
La Quotidiana ([lɐkuə̯tidɪ̯anɐ]ⓘ) es un diario publicado en la ciudad de Coira, cantón de los Grisones, Suiza (durante un tiempo se publicó en Ilanz). Constituye el único periódico de publicación diaria en romanche. Se redacta en cinco variantes regionales, con neto predominio del suprasilvano.
Se fundó en 1997 y es publicado por el grupo Somedia con el apoyo de la agencia de noticias Agentura da Novitads Rumantscha. Implicó integrar las anteriores publicaciones regionales Gasetta Romontscha (en suprasilvano), Casa Paterna/La Pùnt (en suprasilvano y subsilvano) y Fögl Ladin (en alto engadino y bajo engadino), así como la página La Nova del Bündner Tagblatt.
Es miembro de la Asociación Europea de Diarios en Lenguas Minoritarias o Regionales (MIDAS).